# Xenon
Xenon is een scheikundig element met symbool Xe en atoomnummer 54. Het is een kleurloos edelgas.

## Ontdekking
Xenon is in 1898 ontdekt door William Ramsay en Morris Travers toen het als residu achterbleef tijdens het verdampen van vloeibare lucht.
De naam xenon komt van het Griekse ξενος (xenos) dat vreemdeling betekent.

## Toepassingen
Het gas xenon wordt gebruikt in diverse xenonlampen, zoals bacteriële lampen, elektronenbuizen, stroboscopen, elektronenflitsers, maar ook in robijnlasers. De isotoop xenon-133 is bruikbaar als radio-isotoop. In de ruimtevaart worden xenonionen gebruikt als aandrijfmiddel in ionenmotoren. Met xenon gevulde gasontladingslampen worden toegepast in de automobielindustrie, deze lampen geven een duidelijk beter zicht dan conventionele halogeenlampen.

### Medisch gebruik en doping
Xenon wordt gebruikt in de anesthesie. Het gas is relatief veilig voor het hart. Het stimuleert de productie van erytropoëtine waardoor er meer rode bloedcellen worden gevormd. Dit effect is echter alleen in proefdieronderzoek aangetoond. Of het bij mensen werkelijk de prestatie verbetert is nog niet onderzocht. Na de Olympische Winterspelen van 2014 kwamen er berichten dat Rusland het middel al 10 jaar in de sport toepast. Het WADA besloot daarna de edelgassen xenon en argon op de lijst van verboden producten te plaatsen en per eind augustus 2014 het gebruik van deze edelgassen definitief te verbieden.
Xenon benadert goed het ideale anestheticum: het lost slechts weinig op in het bloed, waardoor de verdoving snel intreedt en ook snel ophoudt. Het wordt niet gemetaboliseerd en neemt waarschijnlijk niet deel aan enig biologisch proces in het lichaam. Het veroorzaakt geen beduidende verandering in hartritme of bloeddruk, zelfs bij patiënten met ernstige hartaandoeningen. Het enige nadeel en de belangrijkste rem op ruime verspreiding is de hoge productiekost van 10 dollar per liter, dat wil zeggen ongeveer 2000 keer zoveel als distikstofmonoxide (lachgas). Xenon dat bij medisch gebruik in de atmosfeer vrijkomt, heeft in tegenstelling tot vele andere anesthetica geen nadelige milieueffecten.

## Opmerkelijke eigenschappen
In 1933 voorspelde Linus Pauling op basis van hun elektronegativiteit dat xenon en fluor in staat moesten zijn een verbinding te vormen. Neil Bartlett toonde dit in 1962 aan met een experiment waarbij hij gasvormig xenon met platinafluoride liet reageren tot een vaste verbinding van platina, xenon en fluor.
Xenon beschikt net als de andere edelgassen over een geheel gevulde buitenste elektronenschil. Desondanks zijn er omstandigheden waarbij xenon reacties kan aangaan met andere elementen. Naast fluorideverbindingen zoals xenondi-, -tetra- en -hexafluoride (XeF2, XeF4 en XeF6) bestaan natriumperxenaat (Na4XeO6) en het zeer explosieve xenontrioxide (XeO3) en xenontetraoxide (XeO4). Hierbij kan xenon 2, 4, 6 of 8 elektronen opnemen.

## Verschijning
In de aardatmosfeer komt xenon sporadisch voor (0,05 ppm). Op commerciële basis wordt het verkregen door extractie van vloeibare lucht. Xenon-133 en -135 kunnen in kernreactoren worden vervaardigd.

## Samenstellingen met xenon
Naast de al genoemde samenstellingen zijn de volgende verbindingen gerapporteerd:
- Xenonhydraat (Xe(H2O)n), waarbij n = 5 of 6; dit clatraat heeft een smeltpunt van 24 °C.[7]
- Xenonplatinumhexafluoride (XePtF6)[1]
- Xenonrodiumhexafluoride (XeRhF6)[1]

## Isotopen
| Stabielste isotopen | Stabielste isotopen | Stabielste isotopen      | Stabielste isotopen      | Stabielste isotopen      | Stabielste isotopen      |
| Iso                 | RA (%)              | Halveringstijd           | VV                       | VE (MeV)                 | VP                       |
| ------------------- | ------------------- | ------------------------ | ------------------------ | ------------------------ | ------------------------ |
| 124Xe               | 0,10                | 1,1×1017 j               | 2EV                      | 8,790                    | 124Te                    |
| 125Xe               | syn                 | 16,9 h                   | EV                       | 1,652                    | 125I                     |
| 126Xe               | 0,09                | stabiel met 72 neutronen | stabiel met 72 neutronen | stabiel met 72 neutronen | stabiel met 72 neutronen |
| 127Xe               | syn                 | 36,4 d                   | EV                       | 0,662                    | 127I                     |
| 128Xe               | 1,91                | stabiel met 74 neutronen | stabiel met 74 neutronen | stabiel met 74 neutronen | stabiel met 74 neutronen |
| 129Xe               | 26,4                | stabiel met 75 neutronen | stabiel met 75 neutronen | stabiel met 75 neutronen | stabiel met 75 neutronen |
| 130Xe               | 4,1                 | stabiel met 76 neutronen | stabiel met 76 neutronen | stabiel met 76 neutronen | stabiel met 76 neutronen |
| 131Xe               | 21,2                | stabiel met 77 neutronen | stabiel met 77 neutronen | stabiel met 77 neutronen | stabiel met 77 neutronen |
| 132Xe               | 26,9                | stabiel met 78 neutronen | stabiel met 78 neutronen | stabiel met 78 neutronen | stabiel met 78 neutronen |
| 133Xe               | syn                 | 5,253 d                  | β−                       | 0,427                    | 133Cs                    |
| 134Xe               | 10,4                | stabiel met 80 neutronen | stabiel met 80 neutronen | stabiel met 80 neutronen | stabiel met 80 neutronen |
| 135Xe               | syn                 | 9,14 h                   | β−                       | 1,151                    | 135Cs                    |
| 136Xe               | 8,9                 | 9,3·1019 j               | 2β−                      | 7,570                    | 136Ba                    |

In de natuur komen zeven stabiele isotopen en twee radioactieve isotopen met een extreem lange halveringstijd, die als stabiel kunnen worden beschouwd, voor. In kernreactoren kunnen nog minstens 20 andere instabiele isotopen worden gemaakt. 129Xe is het vervalproduct van 129I, na het uitstralen van een β-deeltje. 131Xe, 132Xe, 134Xe en 136Xe zijn splijtingsproducten van zowel 238U als 244Pu. Omdat xenon een radioactieve tracer (achterhaler) is voor twee andere isotopen, zijn Xe-isotoopratio's in meteorieten zeer bruikbaar om onderzoek te doen naar het ontstaan van het heelal.

## Toxicologie en veiligheid
Xenon zelf is niet giftig, maar veel xenonverbindingen zijn dat wel als gevolg van de sterke oxiderende eigenschappen.